# 1133 Lugduna
Lugduna (asteróide 1133) é um asteróide da cintura principal, a 1,7776338 UA. Possui uma excentricidade de 0,1868778 e um período orbital de 1 180,67 dias (3,23 anos).
Lugduna tem uma velocidade orbital média de 20,14417652 km/s e uma inclinação de 5,37678º.
Esse asteróide foi descoberto em 13 de Setembro de 1929 por Hendrik van Gent.